# Jugend

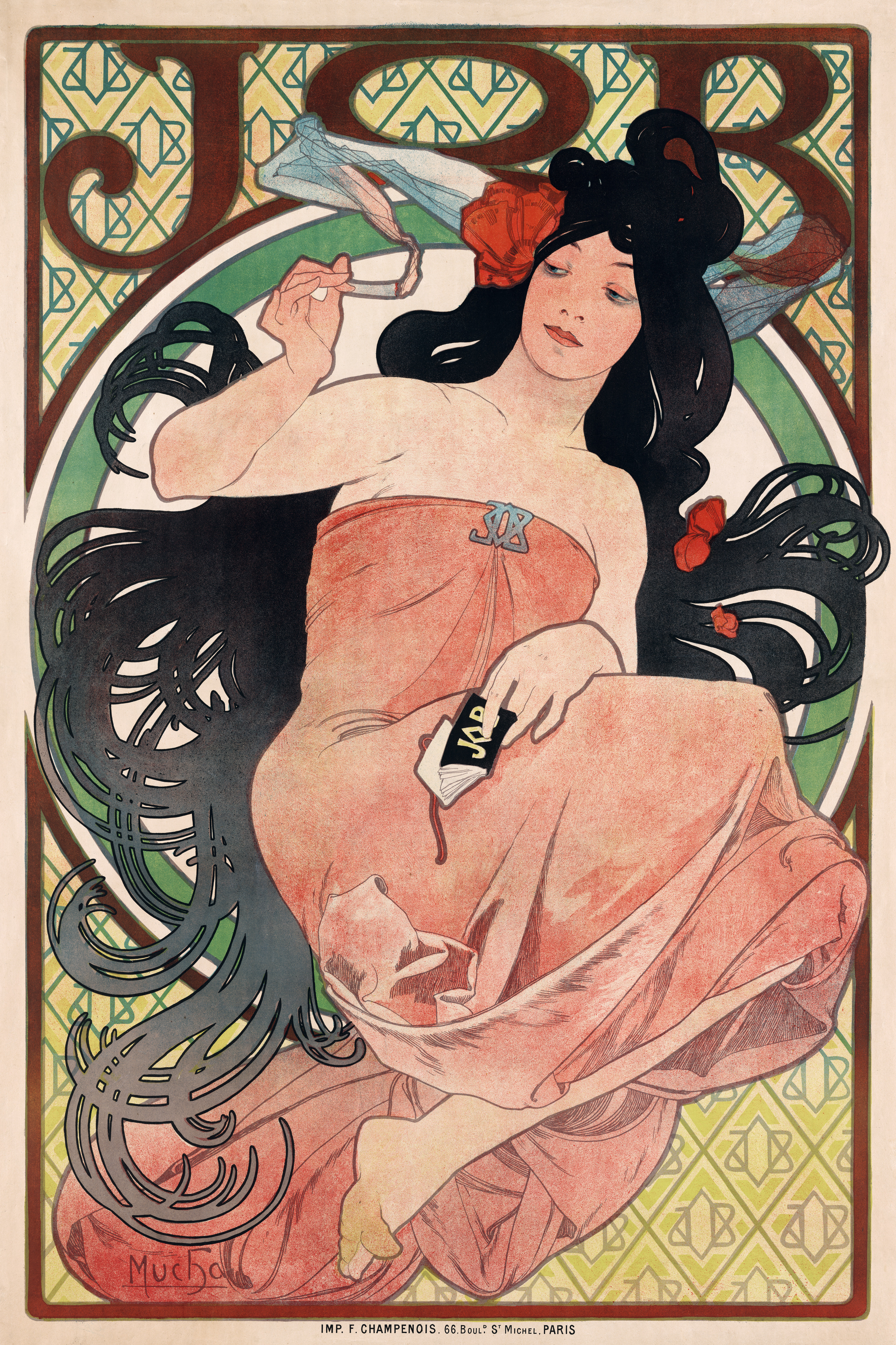
Cigarettpappersannons av Alfons Mucha, 1898.

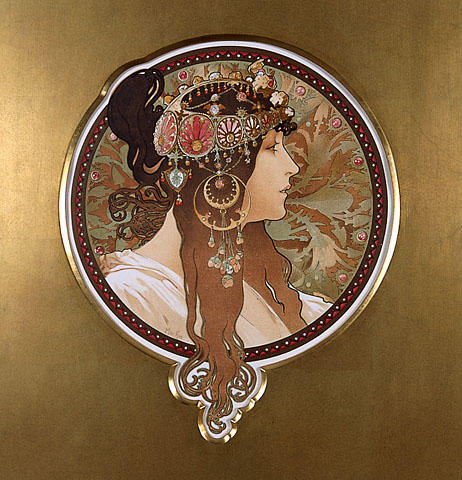
Mucha

Jugend (tyska: ungdom, efter den av Georg Hirth i München utgivna tidskriften med samma namn) är en stilriktning inom arkitektur, formgivning, konsthantverk, grafik med mera från 1890 till omkring 1920. Jugendstilen var ingen enhetlig stil utan kan sägas vara ett samlingsbegrepp för en rad olika stiluttryck som samtidigt uppkom på olika platser. Belgien, Österrike och Katalonien (se modernisme) brukar anges som några av de mest betydande regionerna för jugendstilens framväxt inom arkitekturen.

## Historik

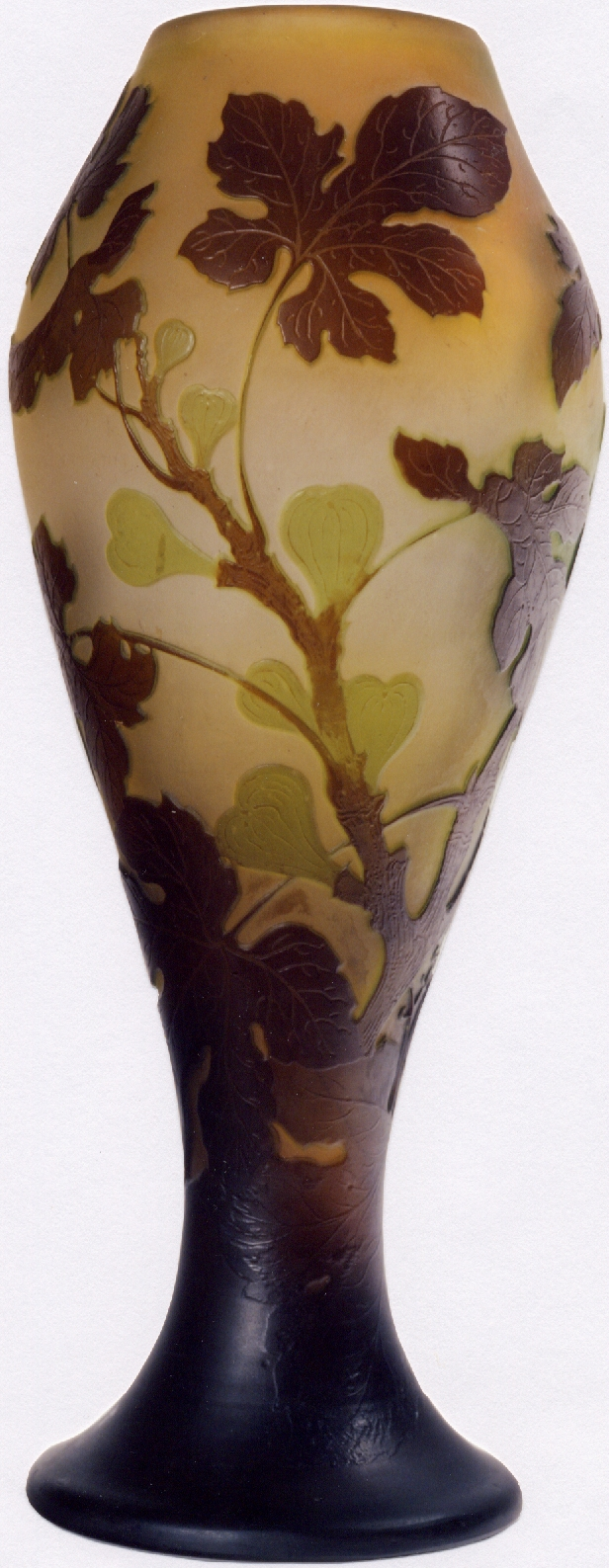
Glasvas av Émile Gallé, 1920.

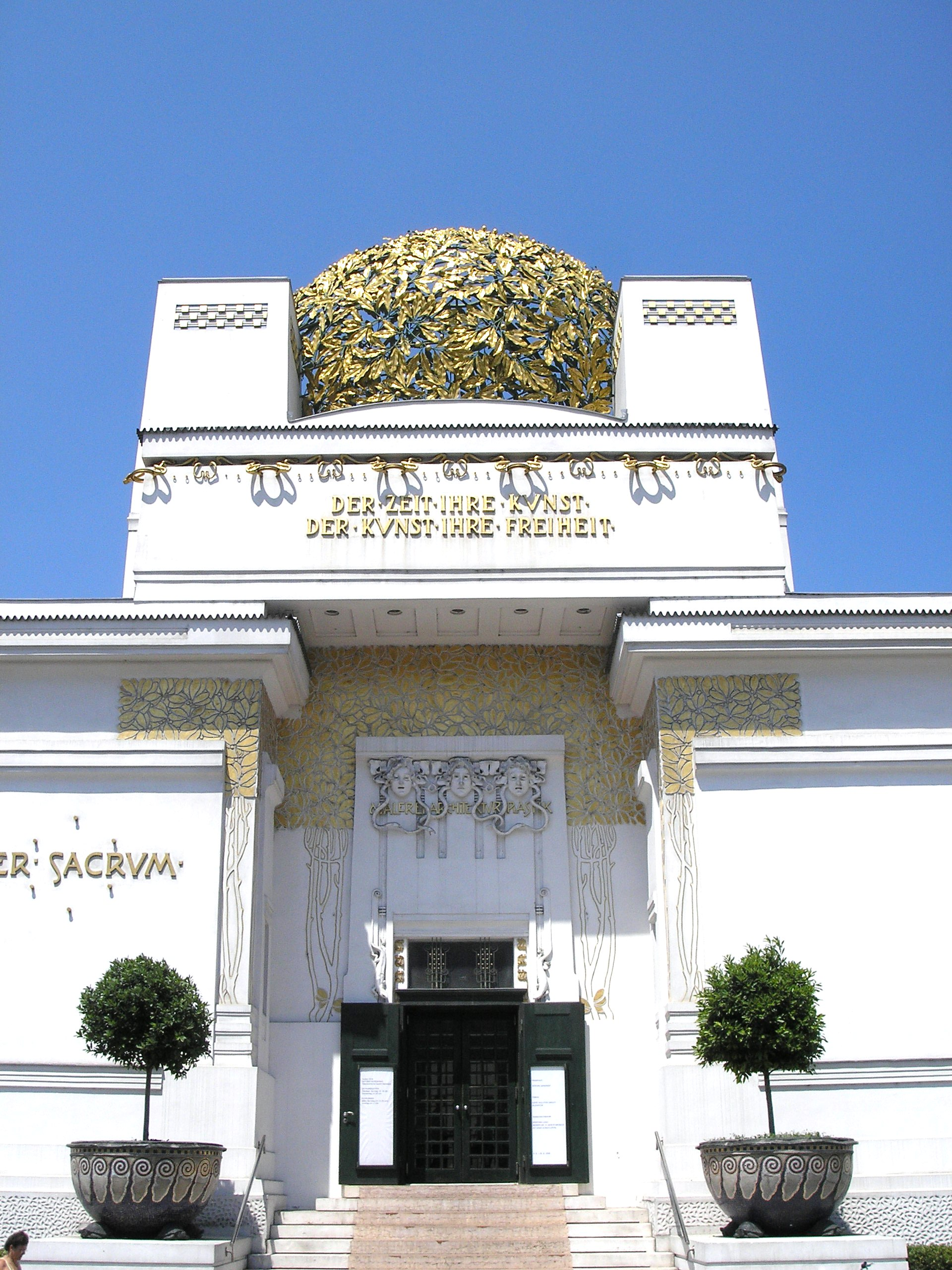
Secessionbyggnaden i Wien. Arkitekt: Joseph Maria Olbrich, 1898.

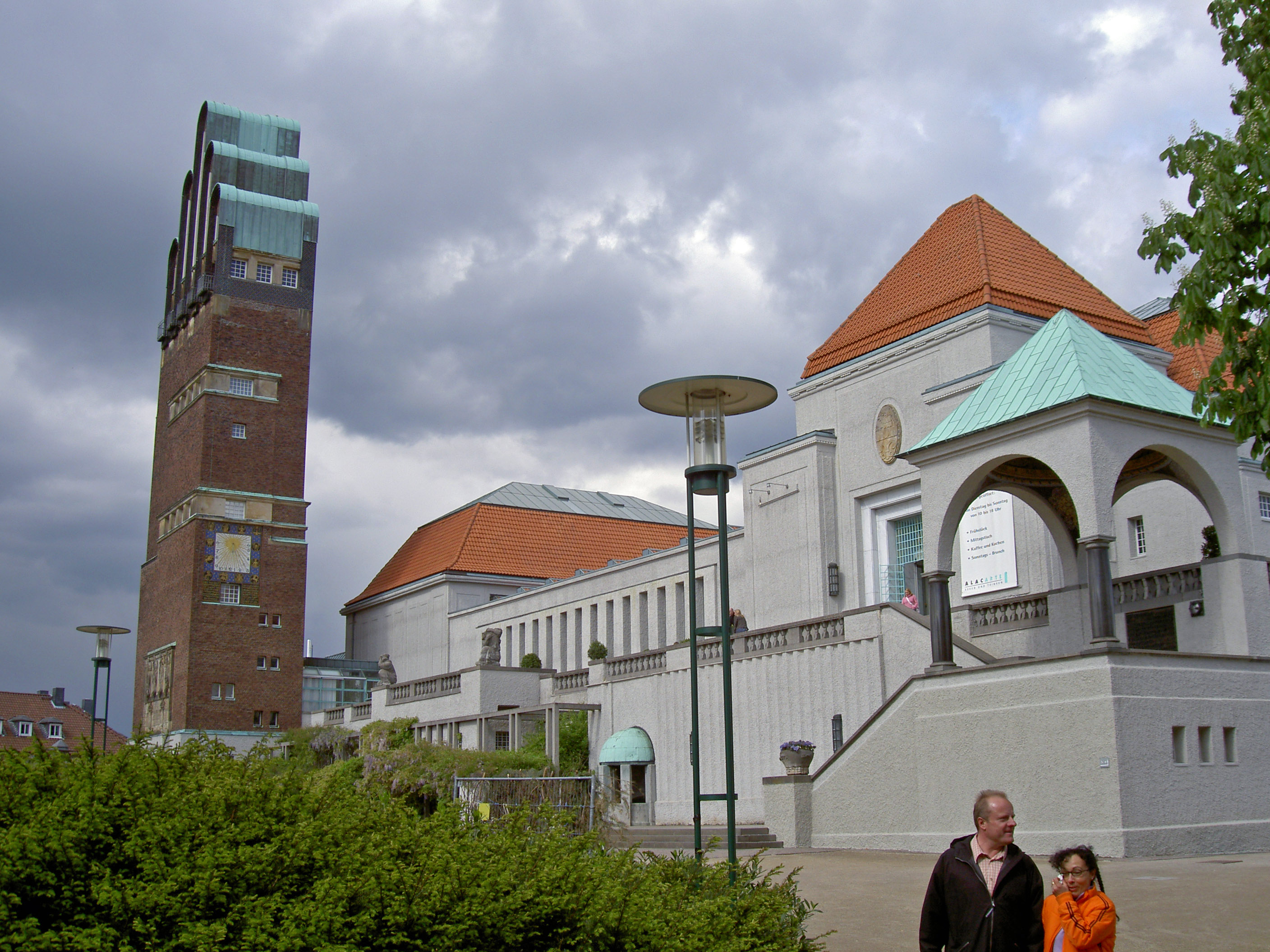
Utställningsbyggnad från 1908 för Jugendstil-konst i Darmstadt.

Stilen fick i de flesta länder namnet art nouveau ("ny konst"), efter galleriet och butiken Maison de l'Art nouveau i Paris, som drevs av den tyske konsthandlaren Siegfried Bing, där denne ställde ut flera objekt i den nya konststilen. Namnet antyder att stilen uppfattades som en brytning med traditionell formuppfattning. Detsamma gäller för de katalanska, spanska och ryska namnen på rörelsen: modernisme. I Tyskland kom stilen att benämnas Jugendstil ("ungdomstil"), i de nordiska länderna och Baltikum förkortad till Jugend. I Italien kallades stilen för Stile floreale ("blomstil"), vilket bäst beskriver hur den tog sin inspiration från naturens oregelbundna och organiska former, men i stiliserad form. I Storbritannien gick stilen under namnet Liberty style eller Modern style och i Österrike-Ungern Secession ("utbrytning" – det vill säga från den traditionella konsten i Künstlerhaus Wien).
Inom konst och formgivning inspirerades keramik och glas av frukter och fröhus och lampfötter som tallstammar. Långsmala, finlemmade kvinnogestalter bar upp lampor och ljusstakar. Samma mönster dekorerade keramik, glas och metall. 
Gemensamt för jugendstilen inom arkitekturen var en reaktion mot det historicistiska tänkandet. Arkitekterna frigjorde sig från klassiska kompositionsprinciper och utsmyckade istället byggnaderna med en naturalistisk ornamentik som utmärks av slingrande linjer och blom- och växtmotiv. Många jugendbyggnader bär drag av tidigare stilar, inte minst (ny)barocken, och inom jugendstilen kan såväl japanska som andra asiatiska drag märkas liksom nationalromantik.
Bakgrunden till Jugendstilens framväxt går att spåra också i brittisk kulturdebatt, där företrädare för Arts and Crafts-rörelsen som Augustus Welby Pugin och senare John Ruskin och William Morris betonat hantverksmässigheten och skaparkraften och strävat efter att frigöra sig från äldre tiders stilar. Andra häften av 1800-talet dominerades av olika "nystilar". Under 1880-talet skapades en av böljande växtslingor, blommor, bubblor och vågor utformad grafisk stil i Storbritannien av Arthur Heygate Mackmurdo. Kort därpå skapade Émile Gallé sitt överfångsglas med växtornamentik i Frankrike. På 1890-talet introducerade Victor Horta, Paul Hankar och Henry van de Velde stilen inom arkitekturen och Hector Guimard förde den i slutet av 1890-talet över till Frankrike.
Ungefär samtidigt hade Otto Wagner, följd av Joseph Maria Olbrich och Josef Hoffmann skapat en egen, mer geometriskt präglad jugend influerad av Charles Rennie Mackintosh.
I Sverige fick stilen sitt genombrott med Allmänna konst- och industriutställningen 1897. Vid Världsutställningen i Paris år 1900 hade stilen redan fått sitt internationellt genombrott och dominerade nu konsten och konsthantverket.
En efterföljare till jugend blev Art déco.

## Typiska stildrag

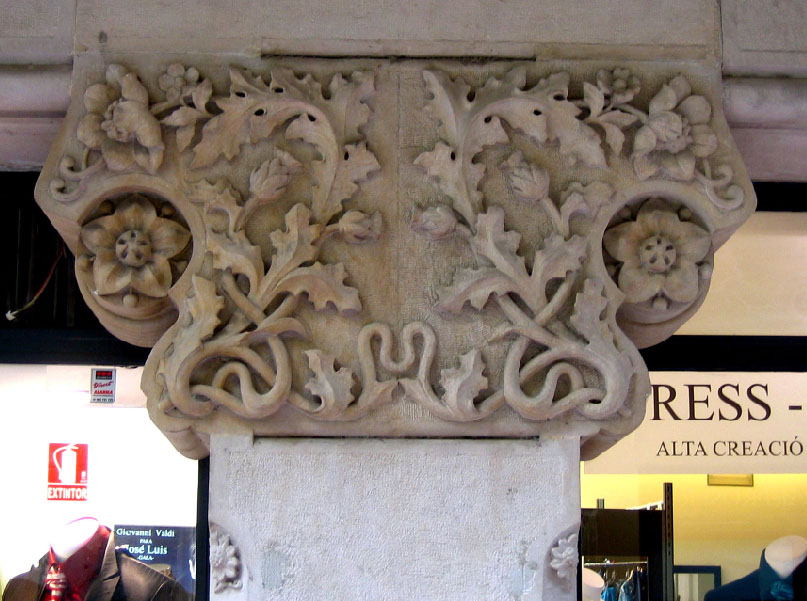
Jugendkapitäl på Casa Magí Llorens i Lerida (Katalonien) Arkitekt: Francesc Lamolla i Morante 1907.

- Organiska slingrande växtformer och naturavbildningar som frukter, fröhus och tallstammar som dekor på möbler, keramik och som ornament på byggnaders fasader, trapphus, räcken med mera.
- Långsmala, finlemmade kvinnogestalter, exempelvis uppbärande lampor.
- Matsalsmöblemang i ek, stolar med hög rygg ofta med en ros, ett äpple eller annan frukt i relief på stolar och skåp. Stolsbenen avslutas med lökformade ansvällningar.
- Kraftiga, typiska möbelbeslag.
- Taklampor i hamrat järn eller koppar och bordslampor med släta kupor i starka färger.
- Spröjs endast i vädringsfönstren (fönstrens ovandel). Förekommer också i den delvis samtida nybarocken och i blandstilar.
- Detaljer i alabastersten.
- Asymmetrier.
- Rundade burspråk på byggnader.

## Arkitektur

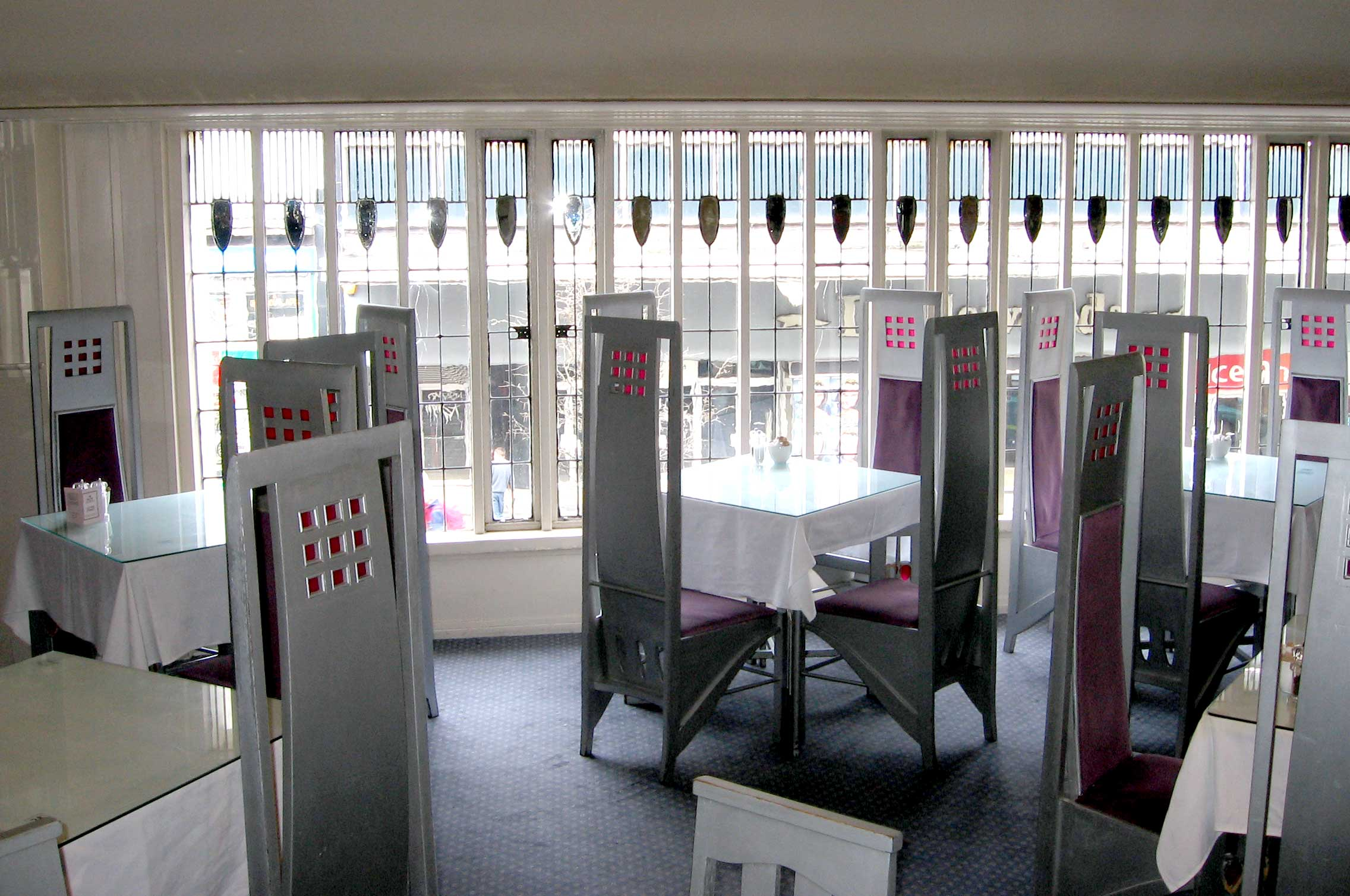
Charles Rennie Mackintosh: The Willow Tearooms i Glasgow.

Jugendarkitekturen inspirerades bland annat av Arts and Crafts-rörelsens växt- och djurmönster, järnarkitekturens dekorer och Louis Sullivans växtlika ornamentik. Till skillnad från andra samtida stilar var jugendfasaderna ofta fria från den så ofta sedda spegelsymmetrin, vilket gav en större frihet åt fasadernas komposition. Byggnaderna var istället mycket rika på ornament, särskilt med inspiration från växtriket eller människans anatomi. 
Det första stora namnet inom jugendarkitekturen blev Victor Horta. Horta och Henry van de Velde uppförde under några hektiska år i början av 1890-talet flera jugendbyggnader i Bryssel. I Paris uppförde Hector Guimard flera tunnelbanenedgångar i rik jugendstil, inspirerade av Hortas järnarkitektur. En av jugendtidens mest kända arkitekter är den katalanske Antonio Gaudí, som experimenterade mycket med olika formspråk och material, men även tekniska konstruktioner, där han genom att fästa tyngder i hängande kedjor försökte få fram optimala konstruktioner. Ett exempel på detta är den stora, ännu ofullbordade katedralen Sagrada Família, som är en upp- och nervänd version av en sådan kedjemodell. I Hortas och Guimards arkitektur kommer inspirationen mycket från växtriket, medan Gaudí även inspirerades av människokroppen, till exempel i de dödskalleliknande balkongerna på Casa Batlló. Om jugendutvecklingen i Katalonien, se vidare modernisme.
En mer subtil version av jugend kan ses i den skotske arkitekten Charles Rennie Mackintosh, som använde ett mer strikt formspråk och färre dekorationer. Typiska drag för denna variant är geometriska, raka former. Mackintosh blev mycket beundrad i Österrike och konstgruppen Secession och fick här flera efterföljare. Denna något mer geometriska variant, som utvecklades i Wien vid denna tid, kom därför att benämnas Wienerjugend, med bland andra Otto Wagner och Josef Hoffman som förgrundsgestalter. Jugendepoken blev jämfört med andra stilar mycket kortlivad, men kom under en tid av mycken byggaktivitet och därför kan man se relativt många exempel på denna stil. 
Kända svenska arkitekter som ritade hus i jugendstil var Ferdinand Boberg, Axel Anderberg, Fredrik Lilljekvist, Frans Ekelund och Carl Bergsten. Även arkitekter som Lars Israel Wahlman, Erik Lallerstedt, Carl Westman och Lars Kellman verkade delvis inom jugendstilen, Westman var dock främst nationalromantiker. Mellan nationalromantik och jugend finns i svensk arkitektur ingen tydlig rågång, en del i huvudsak nationalromantiska verk har jugendinfluenser och vice versa.
De stora utställningarna och mässorna bidrog till att sprida stilen och här kan nämnas världsutställningarna i Paris 1900, konstindustriutställningen i Turin 1902, Stockholmsutställningen 1897 och Konst- och industriutställningen i Norrköping 1906 och Baltiska utställningen i Malmö 1914.

### Orter med framstående verk i jugendstil

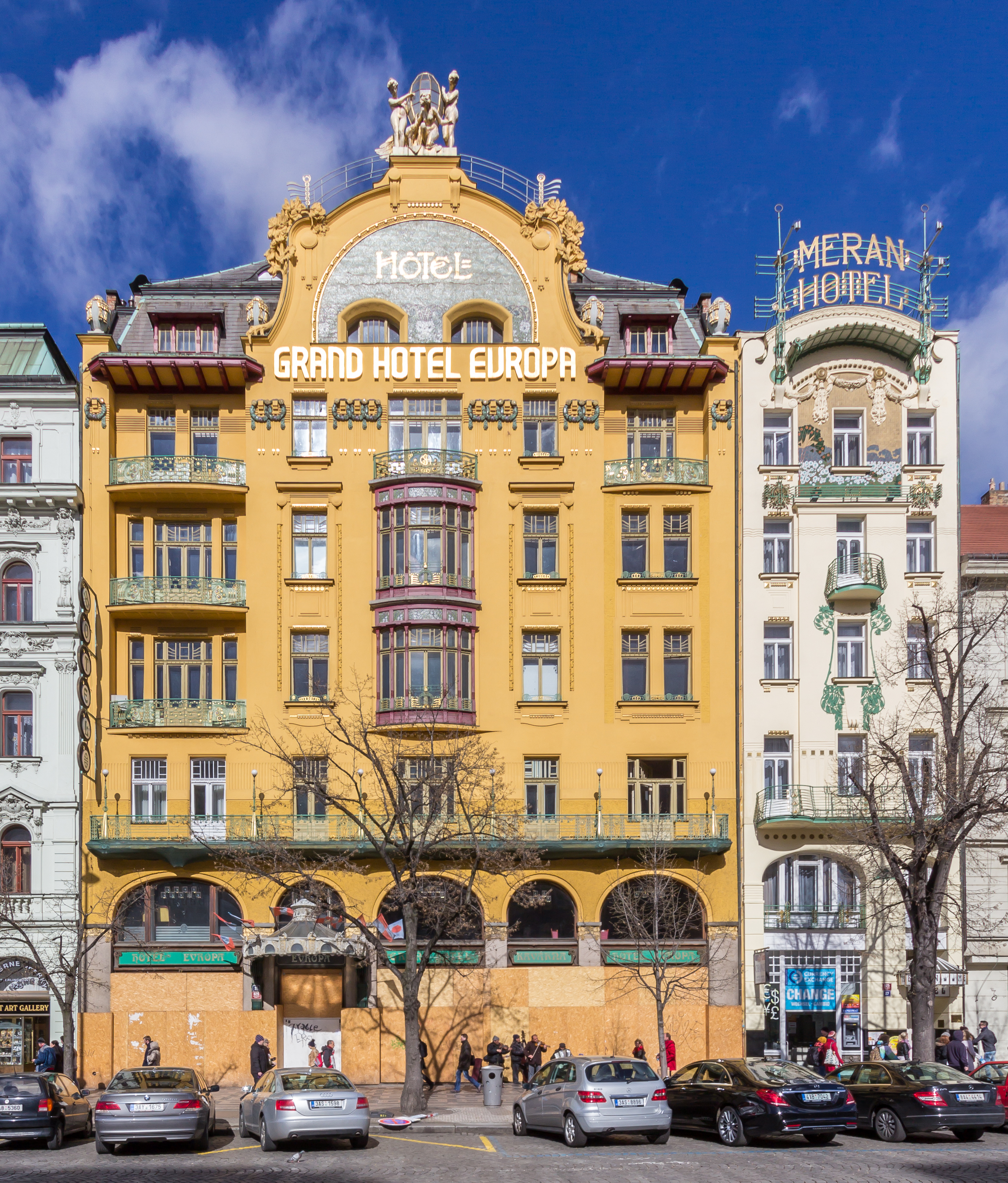
Grand Hotel Europa i Prag. Arkitekt: Bedrich Bendelmayer, 1905

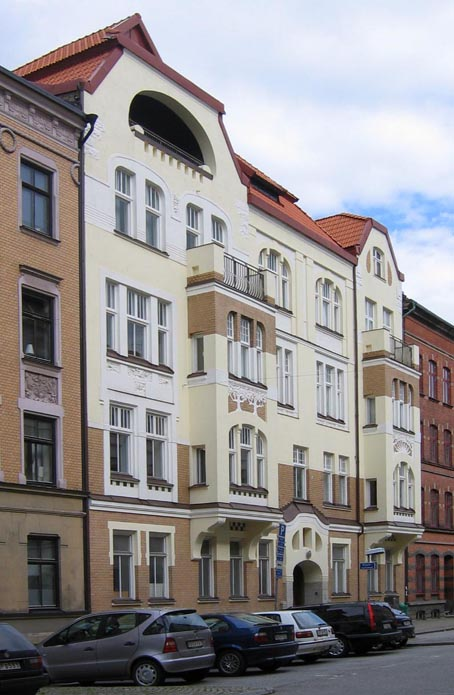
Bostadshus på Sturegatan i Malmö, ritat av Oscar Hägg 1903

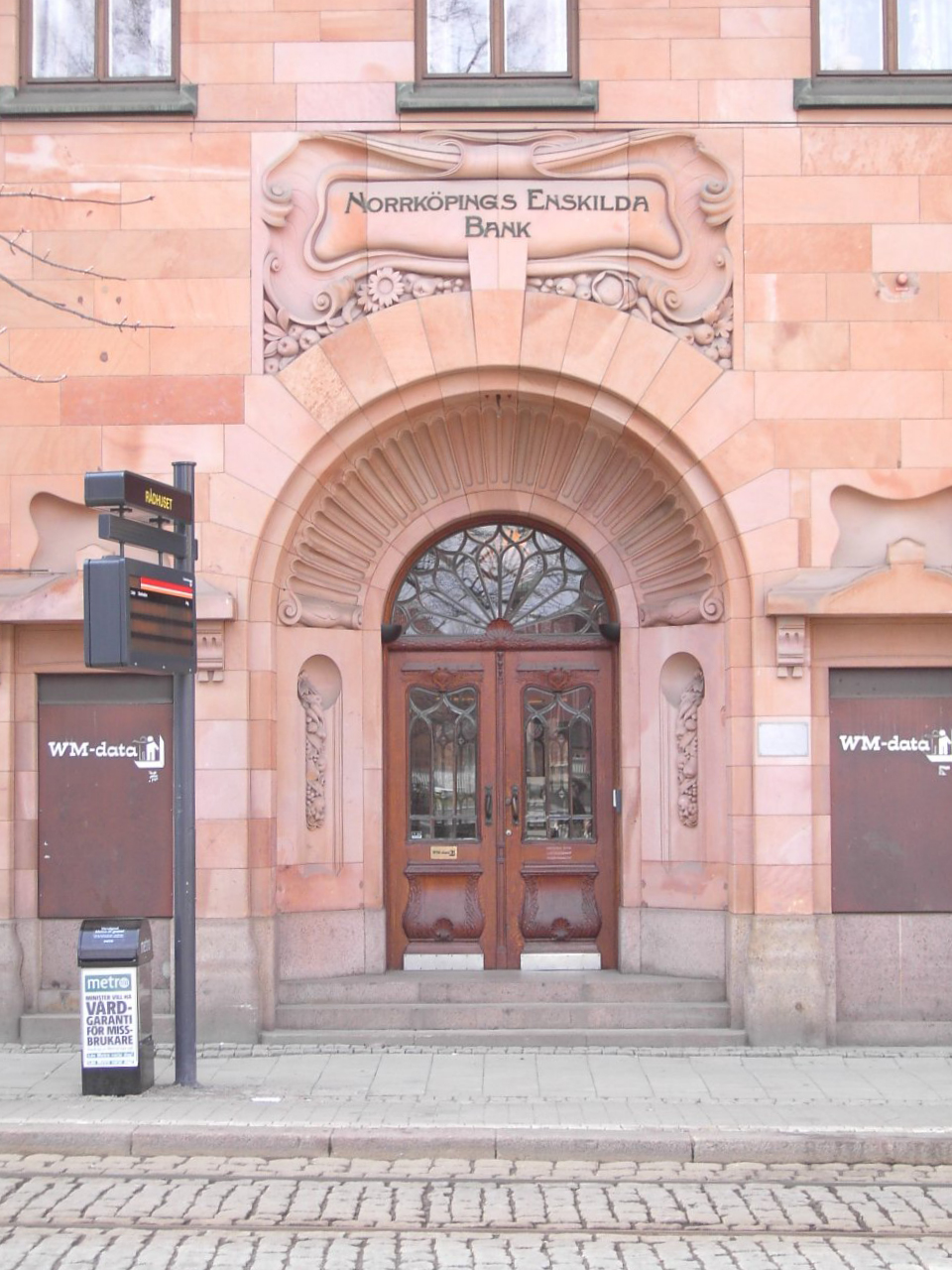
Drottninggatan 8 i Norrköping. Huset ritades av Gustaf Wickman, uppfördes år 1900 och har en fasad i röd sandsten

Större, sammanhållna stadsmiljöer i jugendstil finns bland annat i Darmstadt, Riga, Wien och Ålesund.[källa behövs] I Sverige finns byggnader i Jugend i flera städer. I Malmö finns ett stort antal tyskinfluerade jugendbyggnder. En särskilt framstående jugendarkitekt i Malmö och Lund var Oscar Hägg.

### Svenska byggnader i jugendstil
Flera byggnader eller stadsdelar med verk i jugendstil finns beskrivna på Wikipedia, nedan listas några av dem.
Se även: Jugend i Sverige
- Biologiska Museet, Uppsala
- Centralbadet, Stockholm
- Engelbrektskyrkan, Stockholm
- Hindås kyrka
- Hjorthagens kyrka, Stockholm
- Jäts nya kyrka
- Den nuvarande huvudbyggnaden för den Kungliga Dramatiska Teatern, Stockholm
- Naturhistoriska riksmuseet
- Olympia, Helsingborg
- Oscarsteatern, Stockholm
- Rappska huset, Uppsala
- Sagerska husen, Stockholm
- Solbacken, Malmö
- Skärkinds kyrka
- S:t Olofsskolan, Norrköping
- Strandvägen 7, Stockholm
- Götgatan 7, Stockholm
- Thielska galleriet, Stockholm
- Vasahuset, Uppsala
- Villa Lusthusporten, Stockholm
- Villa Wingårdh, Helsingborg
- Casino Cosmopol, Malmö
- Strömstads stadshus
- Stationshuset, Harlösa
- Östgötateaterns hus i Norrköping
- Flera homogena och välbevarade kvarter i Rörsjöstaden, Malmö
- Kullbergska huset, Katrineholm

## Viktiga jugendkonstnärer

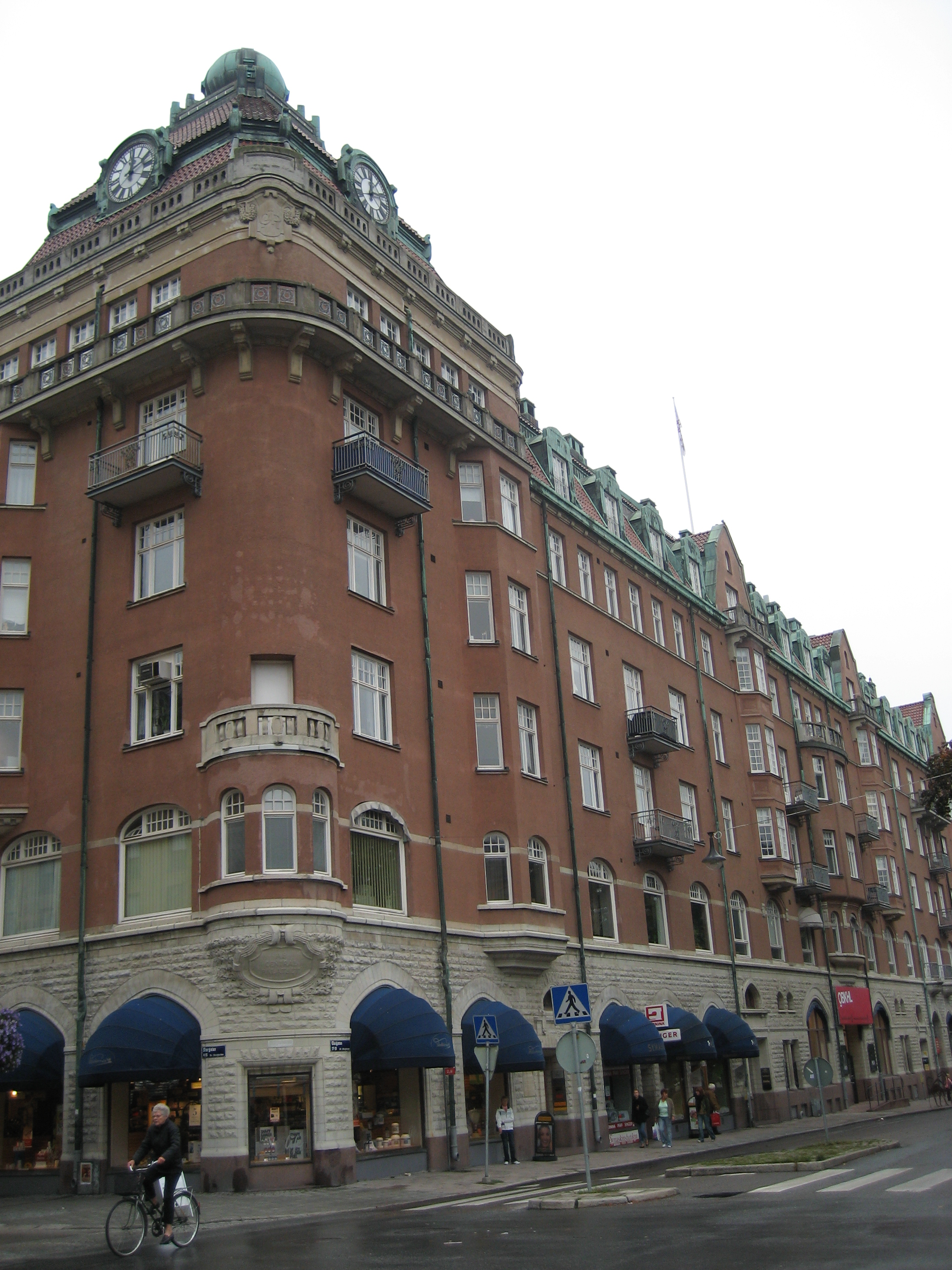
Centralpalatset i Örebro, uppfört mellan år 1912-1913.

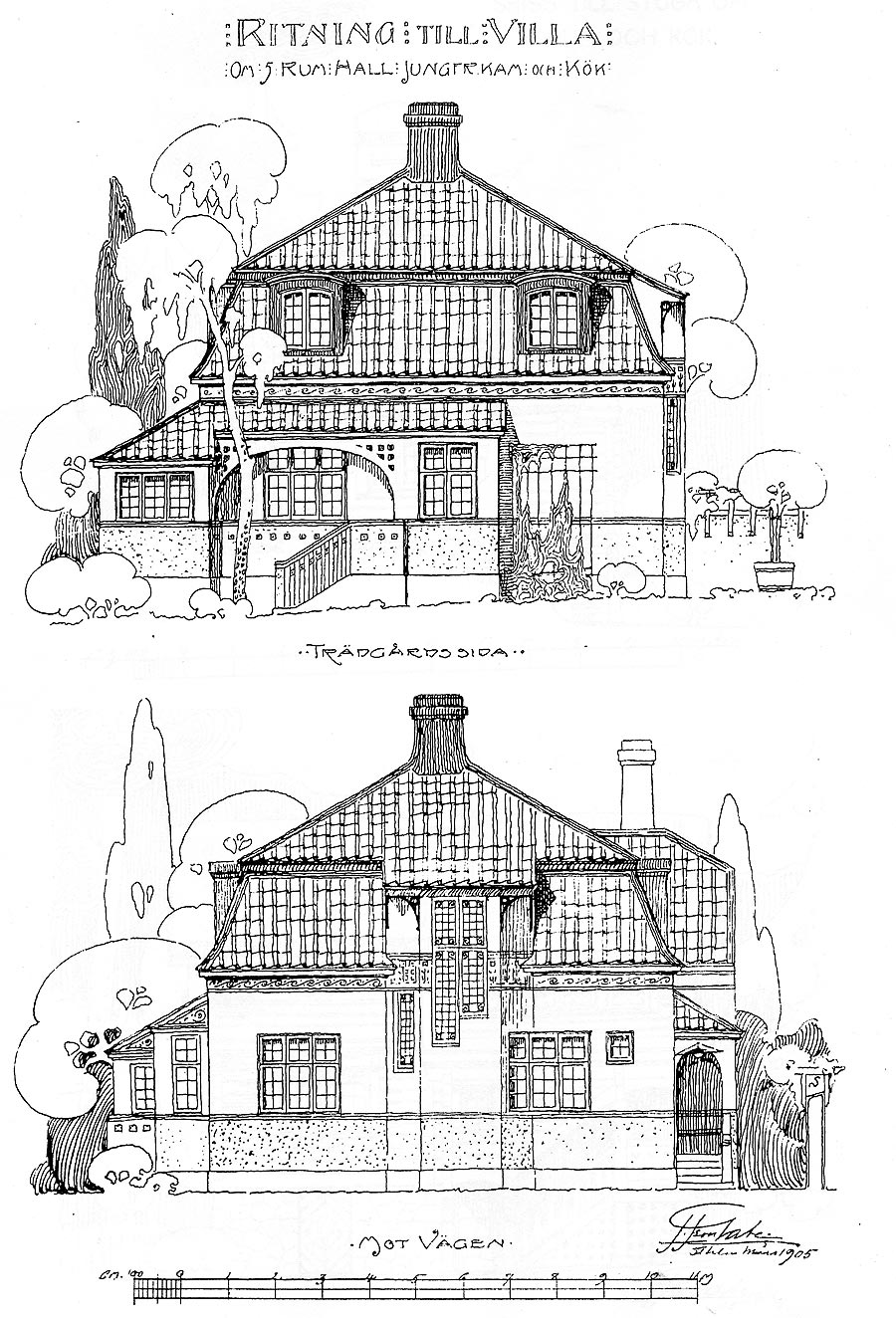
Ritning, Jugendvilla av Jacob J:son Gate.

### Arkitektur
- Ferdinand Boberg
- Michail Eisenstein
- August Endell
- Louis Enders
- Antoni Gaudí
- Herman Gesellius
- Hector Guimard
- Josef Hoffman
- Victor Horta
- Wilhelm Klemming
- Armas Lindgren
- Charles Mackintosh
- Eliel Saarinen
- Louis Sullivan
- Otto Wagner
- Fredrik Lilljekvist

### Teckning,grafik
- Aubrey Beardsley
- Alfons Mucha
- Arthur Sjögren
- Henri de Toulouse-Lautrec
- Pierre Bonnard
- Carl Larsson
- Cesare Saccaggi

### Möbelformgivning
- Carlo Bugatti
- Eugène Gaillard
- Louis Majorelle
- Henry van de Velde
- Charles Rennie Mackintosh
- Selma Giöbel

### Glas
- Daum Frères
- Emile Gallé
- René Lalique
- Louis Comfort Tiffany

### Andradekorativa konster
- Charles R. Ashbee
- Samuel Bing
- William Bradley
- Jules Brunfaut
- Margaret Macdonald
- Hermann Obrist
- Philippe Wolfers
- William Morris

### Muralmålningochmosaik
- Gustav Klimt